# Roy Nathanson
Roy Nathanson (Brooklyn, 17 mei 1951) is een Amerikaanse jazzzanger, -saxofonist, -componist en acteur.

## Biografie
In 1994 componeerde Nathanson verschillende nummers voor het origineel vocaal album Jazz Passengers in Love, geproduceerd door Hal Willner en Huge Dwyer. Een aantal gastvocalisten waren te horen, waaronder Jimmy Scoff, John Kelly, Freedy Johnston, Bernard Fowler, Jeff Buckley en Deborah Harry, die nu als fulltime lid van de band fungeert. Sinds de zomer van 1995 toerde The Jazz Passengers door Europa en Amerika met Harry, met af en toe een gastoptreden van Elvis Costello. Met deze configuratie hadden de Passengers de twee albums Individually Twisted (met Harry en Costello) en Live In Spain met Deborah Harry uitgebracht. De band speelde orkestrale arrangementen van hun repertoire met Harry en het Buffalo Philharmonic Orchestra in maart 2001. Nathanson leidt ook een duo met toetsenist en componist Anthony Coleman, met wie hij ook door de Verenigde Staten en Europa heeft getoerd. Hun derde album I Could've Been a Drum werd uitgebracht bij Tzadik Records van John Zorn.
Als onafhankelijk componist schreef hij het werk van monoloog David Cale. Hun werk Deep in a Dream of You ging in 1990 in première in het Goodman Theater in Chicago en beleefde in 1992 zijn première in New York in de Knitting Factory, later in het Joseph Papp Public Theatre in april 1993. Dit was hun derde samenwerking. Hij schreef verschillende werken voor PBS en films van Jacob Burkhardt en Tamara Jenkins en talloze theaterproducties voor toneelschrijver Ray Dobbins en anderen. Hij schreef kinderliedjes voor de HBO-serie Happily Ever After: Fairy Tales for Every Child. Verschillende van zijn liedjes zijn te horen in Karole Armitage's bewerking van Sheherazade in het Florence Opera House en liedjes die hij heeft geschreven of gearrangeerd zijn verschenen in Robert Altmans film Short Cuts en Chantal Akermans Histoires d'Amérique. Hij schreef voor de animatiefilm Jay Street, geregisseerd door Suzan Pitt, die in première ging op het New York Film Festival in oktober 1995. Een filmscène-album van zijn op Klezmer gebaseerde scène voor de speelfilm Camp Stories uit 1997 met MIN Gould en Jerry Stiller werd uitgebracht bij Knitting Factory Works.
In 1997 regelde hij een Serge Gainsbourg-nummer voor The Jazz Passengers en Deborah Harry voor een Virgin France-compilatie en bereidde hij een gedicht voor van Edgar Allan Poe, dat werd uitgebracht op een Poe-compilatie, geproduceerd door Hal Willner. Nathanson ontving in 1996 en 1997 twee beurzen van de Meet the Composer-organisatie, gefinancierd door de Carnegie Corporation, om nieuw werk met kinderen te creëren. Het resultaat Dreams of Someday is mede geschreven door de kinderen van P.S. 188 in Queens en uitgevoerd door hun koor en band, opgeleid door Nathanson. Het werd ook uitgevoerd als onderdeel van het Texaco Jazz Festival in juni 1997. The Fire at Keaton's Bar & Grill was de cd van Nathanson die onder zijn eigen naam in maart 2000 door Six Degrees Records werd uitgebracht. Het is een verhaal over een brand in een mythische bar en bevat uitvoeringen van veel van de medewerkers, waarmee hij in zijn carrière heeft samengewerkt, van Charles Earland tot Elvis Costello en Debbie Harry. Het werd uitgevoerd in Arts at St. Ann's Warehouse in New York en in de Royal Festival Hall in Londen.
Als acteur trad hij op in films van Chantal Akerman, Jim Jarmusch en Elaine May, evenals in een verscheidenheid aan theaterprojecten in het centrum van New York. Hij speelde een hoofdrol in de kinderfilm Wasserman, geregisseerd door Peter Lilienthal. Hij was ook prominent aanwezig in een serie digitale/webmaterie genaamd Troubadours, gemaakt door Douglas Sloan (filmmaker). De serie profileert artiesten met onconventionele benaderingen van het vertellen van verhalen door middel van muziek. Zijn vermeldingen als sideman omvatten vier jaar opnemen en toeren met The Lounge Lizards, werken met Marc Ribots Rootless Cosmopolitans, Charles Earland en The Shirelles. Hij trad ook op in speciale projecten, waaronder een recent saxofoonkwartetconcert in Brussel met Steve Lacy en Ned Rothenberg, waarbij elk van de vier muzikanten een oorspronkelijke compositie bijdroeg. Hij verblijft momenteel in Ditmas Park, Brooklyn met zijn vrouw en zoon. Hij geeft ook les aan het Institute for Collaborative Education, een openbare school in Lower Manhattan, waarmee hij in maart 2011 verschillende overzeese concerten heeft georganiseerd, waaronder een in Newcastle upon Tyne en verschillende bands heeft georganiseerd.

## Discografie
- 1990: Little Fred (Les Disques du Crepuscule)
- 1992: The Coming Great Millennium... (Knitting Factory Works) met Anthony Coleman
- 1993: Lobster and Friend (Knitting Factory) met Anthony Coleman
- 1996: Camp Stories: Music from the Motion Picture (Knitting Factory Works)
- 1997: I Could've Been a Drum (Tzadik) met Anthony Coleman
- 2000: Fire at Keaton's Bar and Grill (Six Degrees)
- 2006: Sotto Voce (AUM Fidelity)
- 2009: Subway Moon (Yellowbird)
- 2014: Complicated Day (Yellowbird)
- 2016: Nearness and You (Clean Feed)

### Met Jazz Passengers
- 1987: Broken Night/Red Light (Les Disques du Crepuscule)
- 1989: Deranged & Decomposed (Les Disques du Crepuscule)
- 1990: Implement Yourself (New World)
- 1991: Live at the Knitting Factory  (Knitting Factory)
- 1993: Plain Old Joe (Knitting Factory Works)
- 1994: In Love (High Street)
- 1996: Individually Twisted (32 Jazz)
- 1997: "Live" in Spain (32 Jazz)

Met Marc Ribot
- 1992: Requiem for What's His Name (Les Disques du Crépuscule)

- Bibsys: 9034324
- Bibliothèque nationale de France: cb14013664j (data)
- Gemeinsame Normdatei: 134840607
- International Standard Name Identifier: 0000 0000 5517 8034
- Library of Congress Control Number: nr95001113
- MusicBrainz: f5323307-a069-4223-8b61-47266da06844
- Nationale Bibliotheek van Israël: 987007324750605171
- Nederlandse Thesaurus van Auteursnamen: 073640433
- Système universitaire de documentation: 144293404
- Union List of Artist Names: 500334926
- Virtual International Authority File: 44497122
- WorldCat: E39PBJqVXxCk4yDxDf4mCJg9Xd